# Franciszek I Gonzaga

Herb rodu Gonzagów w XIV i XV w.

Franciszek I Gonzaga (ur. w 1366, zm. 7 marca 1407 w Cavrianie) – szlachcic włoski, czwarty Kapitan Ludu (wł. Capitano del Popolo), faktyczny władca Mantui.

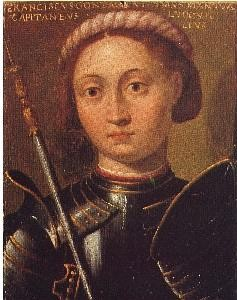
Franciszek I Gonzaga

## Życiorys
Był synem Ludwika I Gonzagi, pana Mantui i Aldy d'Este. W 1382 został następcą ojca, a w dwa lata później odziedziczył po nim również tytuły, przede wszystkim tytuł Kapitana Ludu (wł. Capitano del Popolo) i oficjalne prerogatywy. Jego rządy przypadły na dość trudny politycznie czas, gdyż Mantua znajdowała się pomiędzy dwiema lokalnymi potęgami: Wenecją i coraz potężniejszym Mediolanem Viscontich. Z tej sytuacji politycznej wynikało małżeństwo Franciszka z Agnese, córką Bernabò Viscontiego, współrządcy Mediolanu, zawarte w 1380. Małżeństwo nie miało dzieci. Związek ten zakończył się tragicznie ścięciem Agnese oskarżonej o cudzołóstwo. Prawdopodobnie oskarżenie było bezpodstawne, ale sprawa ta wskazuje na zmienne koleje sojuszów zawieranych przez Franciszka. Zgładzenie małżonki może być odczytywane jako efekt lęku i uległości względem Gian Galeazzo Viscontiego, nowego, jedynego władcy Mediolanu, który przejął pełnię władzy po obaleniu, uwięzieniu i otruciu Bernabò.
W 1393 Franciszek ożenił się po raz drugi. Jego żoną została Małgorzata Malatesta, córka Galeotto I Malatesty, która wniosła do rodziny Gonzagów gen warunkujący krzywicę u męskich potomków rodu. Choroba ta ujawniała się w tej rodzinie aż do XVI w. Z drugą żoną miał dwoje dzieci. Byli to: Gianfrancesco (1395–1444), który został jego następcą i I markizem Mantui oraz Alda (zm. w 1405), która poślubiła Francesco Novello z Carrary, pana Padwy.
Wkrótce przymierze Gonzagów z Viscontimi zostało zerwane i nastąpiło zbliżenie Mantui z Wenecją. Mediolańczycy, będąc w konflikcie z Gonzagami, próbowali zatopić Mantuę przez podniesienie poziomu rzeki Mincio, ale w 1402 zmarł Gian Galeazzo Visconti i ta śmierć położyła kres konfliktowi.
Franciszek Gonzaga jest znany jako budowniczy. Polecił wznieść zamek San Giorgio, zbudować gotycką fasadę katedry w Mantui, dzwonnicę Bazyliki św. Andrzeja w Mantui i Sanktuarium Santa Maria delle Grazie w Curtatone.
W 1394 otrzymał od papieża Bonifacego IX tytuł hrabiego, którego nigdy nie używał, dążąc do otrzymania od cesarza bardziej zaszczytnego tytułu markiza. Tytuł ten otrzymał od króla rzymsko-niemieckiego Wacława IV w 1403, ale ten został wcześniej zdetronizowany, co unieważniło nadany tytuł. Franciszek zmarł zanim następny władca zdążył przyznać mu oczekiwaną godność. Otrzymał ją dopiero jego następca Gianfrancesco w 1434 już od Zygmunta Luksemburskiego.